# روبي ريفيرا
روبرتو "روبي" ريفيرا (Roberto "Robbie Rivera) هو دي جي ومنتج أسطوانات وموسيقى بورتوريكي مختص في موسيقى الهاوس وموسيقى ترانس ،دخل سنة 2009 لأول مرة لقائمة أفضل مائة دي جي في العالم التي تصدرها مجلة دي جي.